# Труш, Иван Иванович

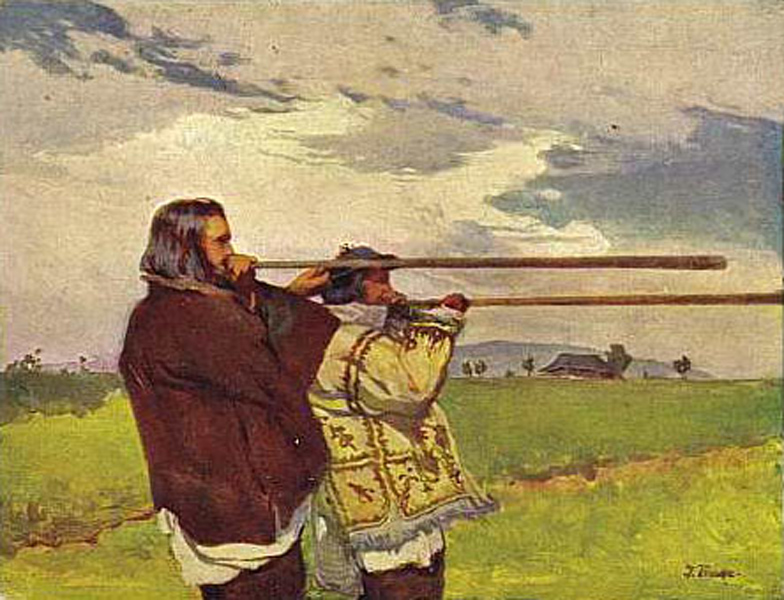
Иван Труш. Трембитари.1905

Труш Иван Иванович (укр. Труш Іван Іванович) (18 января 1869, в селе Высоцко Львовской области — 21 марта 1941, Львов) — украинский живописец-импрессионист, мастер пейзажа и портретист, художественный критик и организатор художественной жизни в Галиции. Отец спортсменов Мирона и Романа Трушей.

## Биография
1891—1897 — учился в Краковской школе искусств у Я. Матейко и Я. Станиславского, в Вене (1894) и Мюнхене (1897 у А. Ашбе); во время учёбы в Кракове подружился с Василием Стефаником.
С 1898 во Львове, где включился в украинскую художественную и общественную жизнь, сблизился с Иваном Франко и начал сотрудничать с Научным обществом имени Тараса Шевченко, для которого выполнял различные художественные работы (в частности, портреты). Первая персональная выставка И. Труша состоялась в 1898 году и с того времени, фактически ежегодно, он принимал участие в выставках украинских и польских живописцев, которые проходили в Киеве, Кракове, Варшаве, Лондоне, Вене, Софии... По инициативе НТШ выезжал на Восточную Украину, где установил контакт с художниками и деятелями культуры. Труш осуществил творческие поездки в Крым в (1901—1904), Италию (1902, 1908), Египет и Палестину (1912), Труш инициировал и организовал первые творческие профессиональные общества в Галичине: «Общество по развитию русского искусства» (укр. «Товариство для розвою руської штуки» (1898) и «Общество сторонников украинской литературы, науки и искусства» (укр. «Товариство прихильників української літератури, науки і штуки» (1905). В 1905 г. принимал активное участие в организации І Всеукраинской выставки во Львове и в издании (с С. Людкевичем) первого на Украине искусствоведческого журнала «Артистический вестник», в которой приняли участие также киевские творцы. Читал публичные лекции по искусствоведению и литературе, выступал критиком и публицистом на страницах «Будущего», «Литературно-научного вестника», «Молодой Украины», «Артистического вестника», «Дела» (укр. «Будучности», «Літературно-наукового вісника», «Молодої України», «Артистичного вісника», «Діла», «Украинские Наблюдения» (нем. «Ukrainische Rundschau» (его статьи собраны в книге «Труш про искусство и литературу», К. 1958).

## Творчество
Иван Труш — один из украинских художников-импрессионистов, оригинальный колорист. Своим творчеством он положил начало возрождению галицко-украинской живописи. Труш прежде всего интимный художник-лирик. В многочисленном живописном наследии Труша к пейзажным шедеврам относятся: «Закат солнца в лесу» (1904), «Одинокая сосна», «Полукопны под лесом» (1919), «В объятиях снега» (1925), «Копны сена», «Лунная ночь над морем» (1925), циклы «Жизнь пней» (1929), «Луга и поля», «Цветы», «Сосны», «Облака», «Днепр под Киевом» (1910); пейзажи Крыма, Венеции, Египта, Палестины. Труш писал также пейзажи с архитектурными мотивами («Михайловский собор», «Андреевская церковь» в Киеве, «Могила Т. Шевченко», «Египетский храм» и т. д.). Мазок картин Труша сочный, колорит вначале живой, а в более поздних картинах — тонированный. Труш создал немало жанровых картин («Веснянки» (укр. «Гагілки»), «Гуцулка с ребенком», «Играющие на трембитах» (укр. «Трембітарі»), «Прачки», «Гуцулки у церкви», «Арабы в дороге», «Арабские женщины»), которые отличаются лаконизмом живописного языка и простотой композиции. Труш создал галерию психологических, академических по своему типу, портретов (Ариадны из Драгомановых, жены художника, кардинала С. Сембратовича, И. Франко, В. Стефаника, Леси Украинки, П. Житецкого, М. Драгоманова, Н. Лысенко, автопортрет и др.).
Первая выставка И. Труша состоялась во Львове в 1899 г., и с тех пор он часто выступал с персональными выставками и принимал участие в коллективных выставках украинских и польских живописцев во Львове, Киеве, Полтаве, Кракове, Познани, Варшаве, а также в Лондоне, Вене, Софии. Большая ретроспективная выставка его произведений прошла посмертно во Львове в 1941 г. Наибольшие коллекции произведений И. Труша хранятся во Львовском Национальном музее.
За годы своего творчества Труш написал более шести тысяч картин. В тяжелые для него периоды рисовал по 300 работ в год.
Работы мастера представлены в собраниях художественных музеев Киева, Закарпатья, Днепра, зарубежья.
Художественно-мемориальный музей выдающегося украинского художника и общественного деятеля И. Труша был открыт в 1986 году в изысканной двухэтажной вилле, построенной в 1910 году по проекту известного архитектора Александра Лушпинского в стиле модерн. В ней художник жил вместе с семьей на протяжении 1910—1941 гг. Особняк, который находится по Львове на улице, названной в честь Труша, завещали Национальному музею во Львове потомки художника для устройства в нём художественно-мемориального музея.
Со времени открытия здесь действует постоянная экспозиция.

## Галерея

Некоторые работы
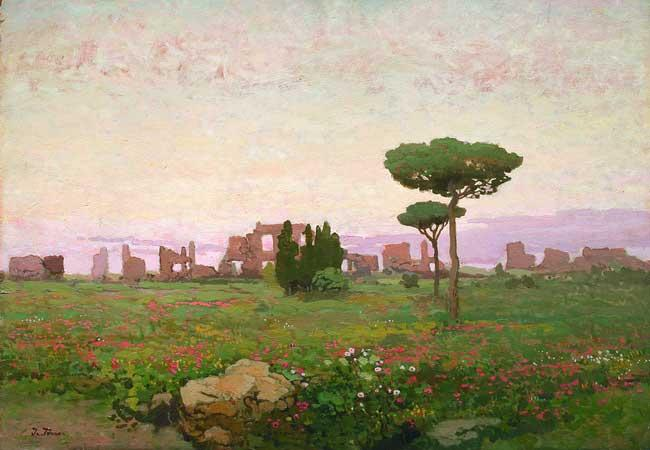
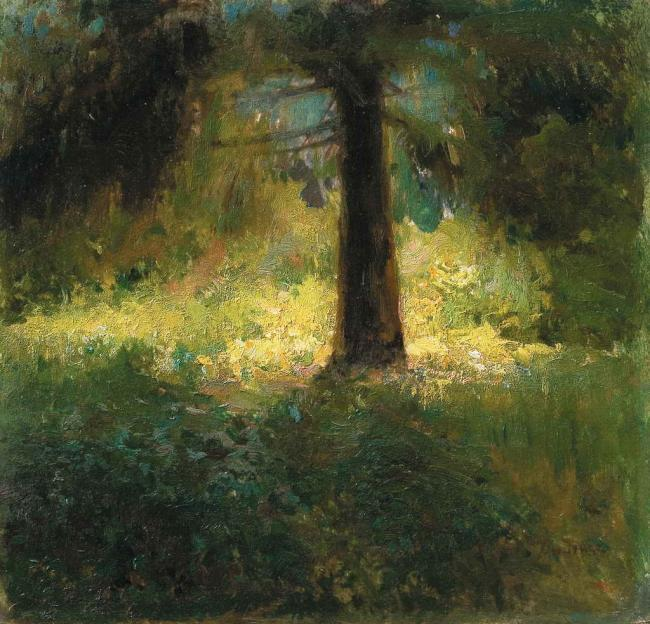
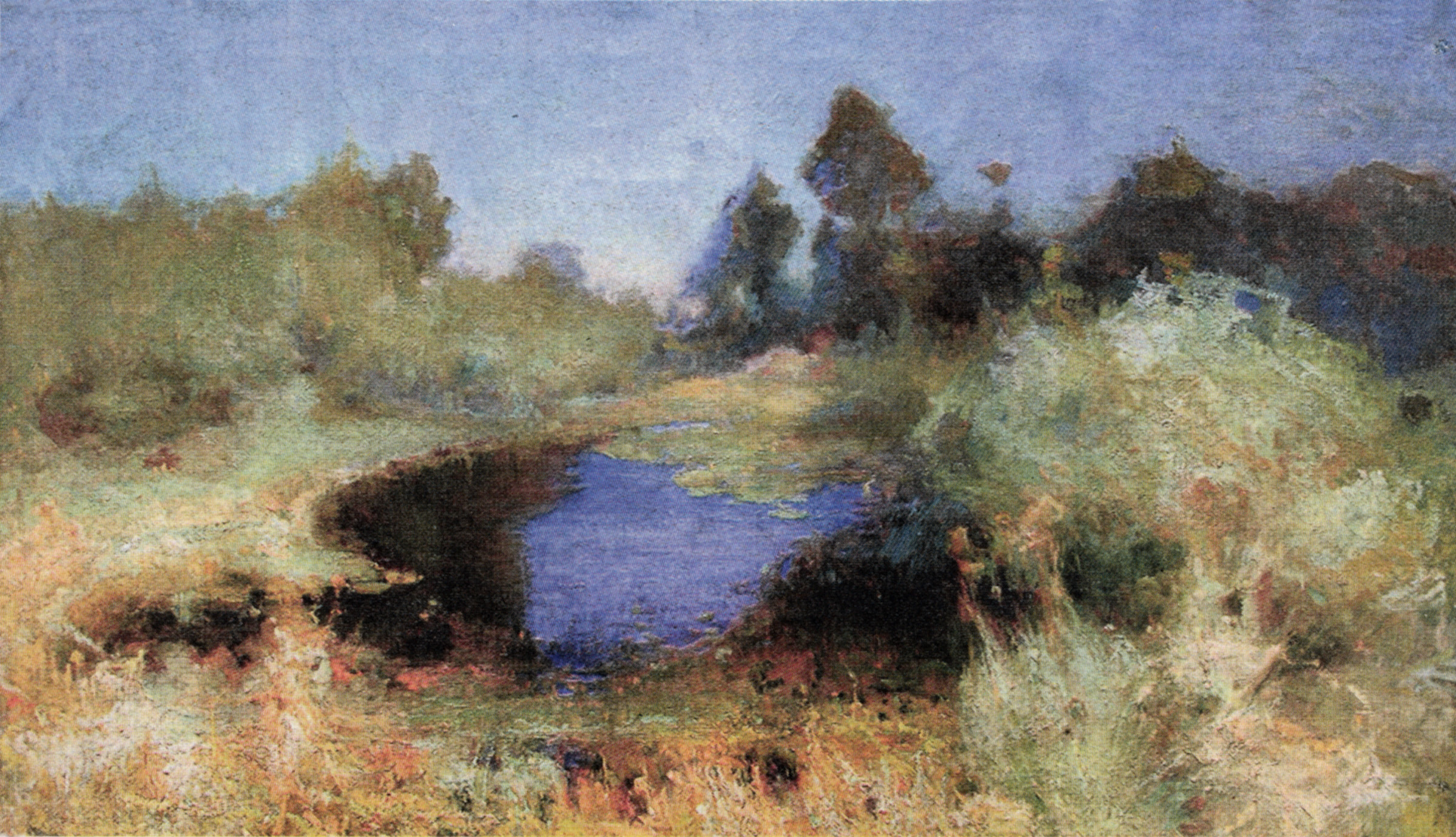
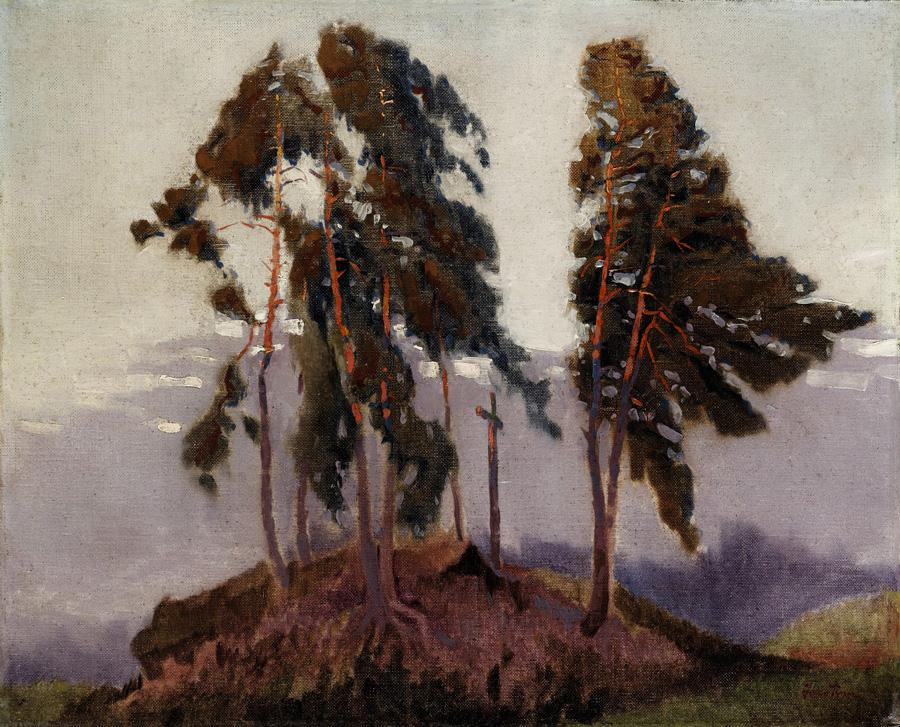
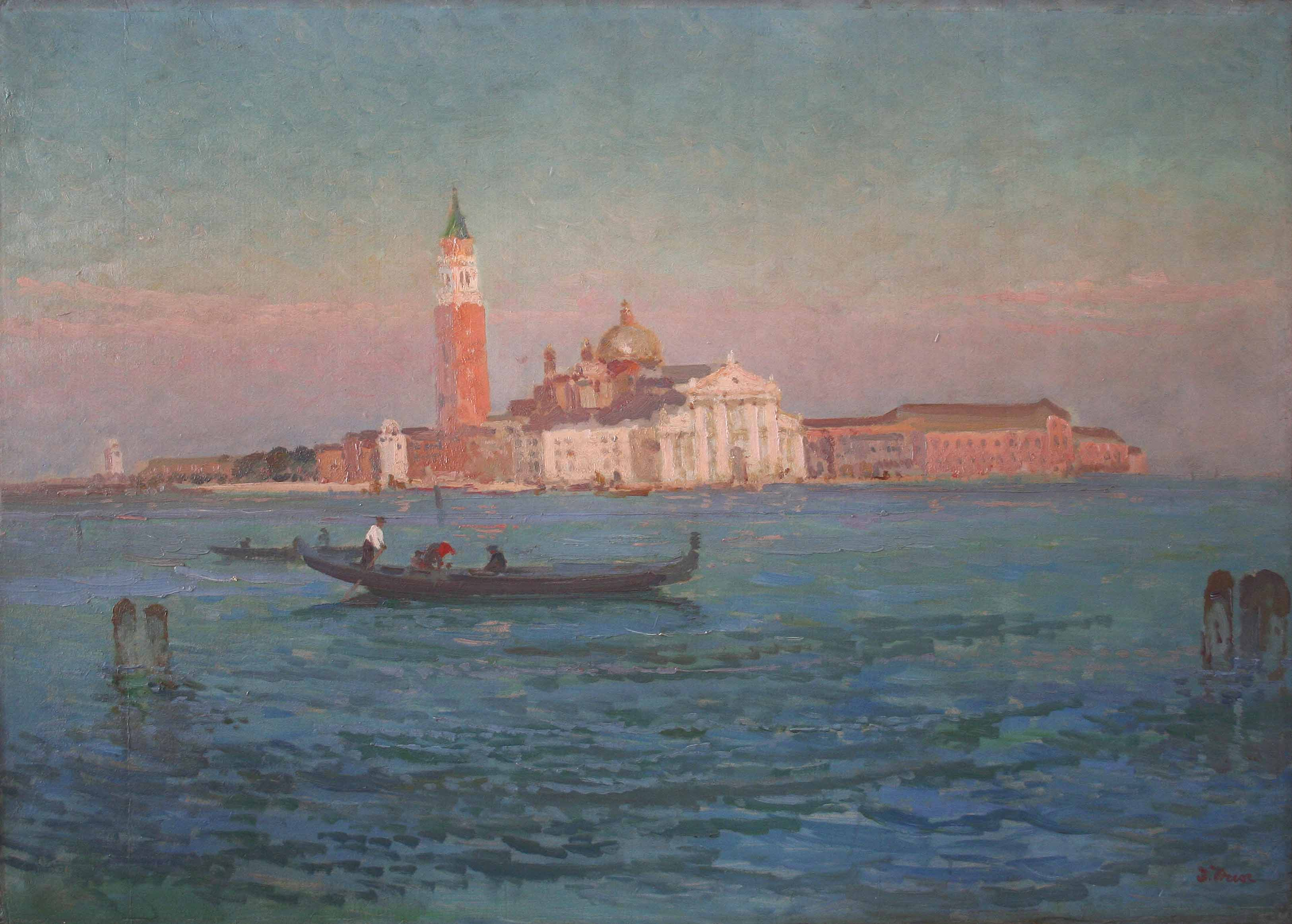
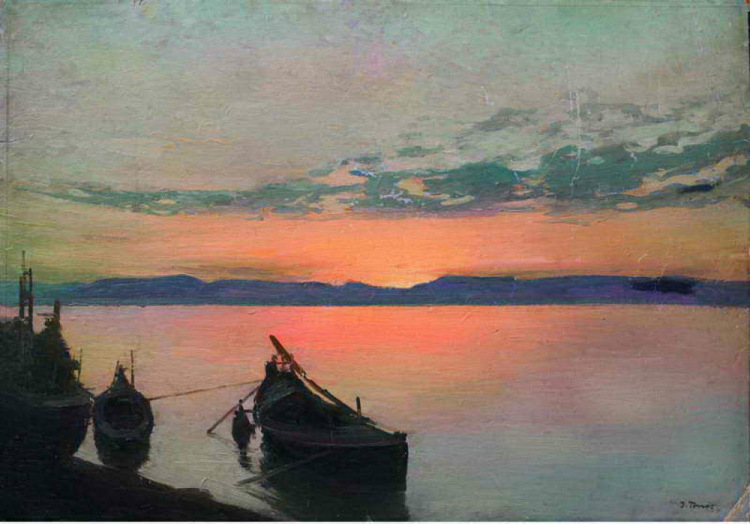
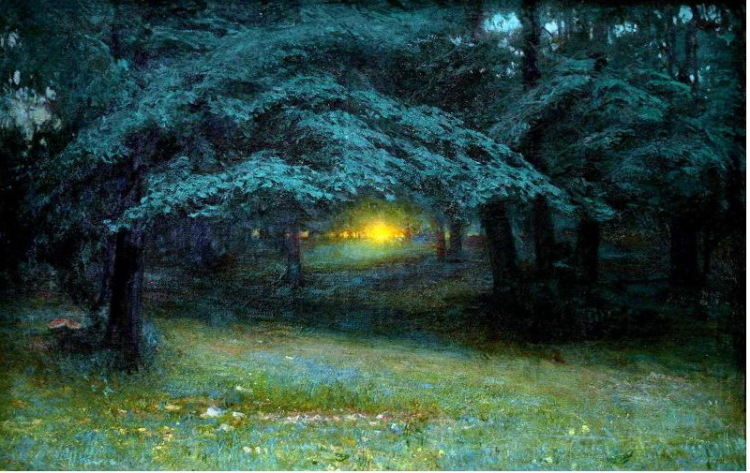
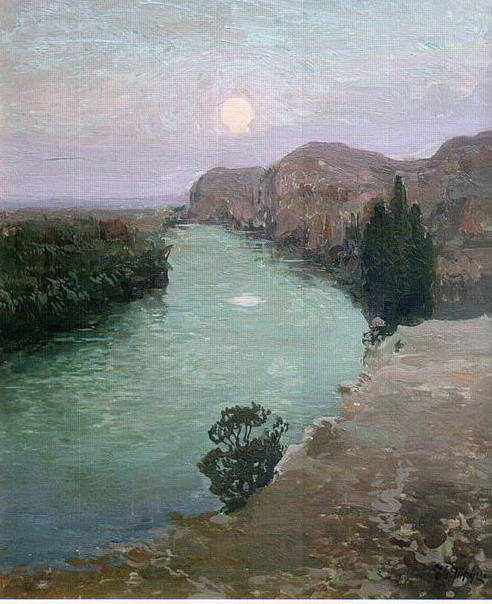
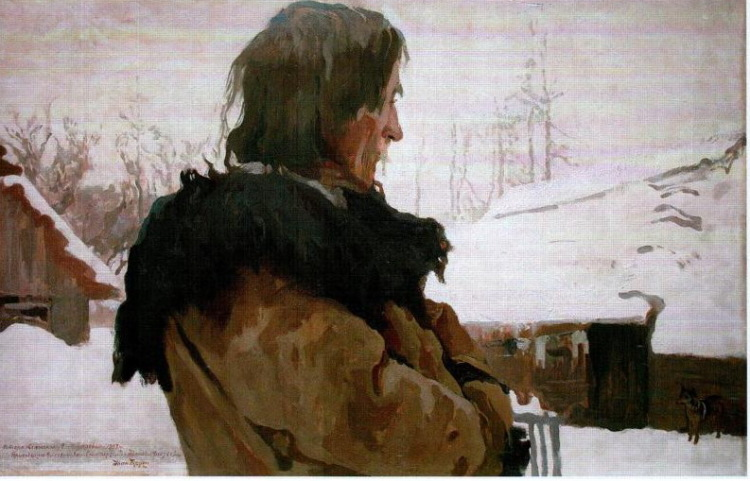
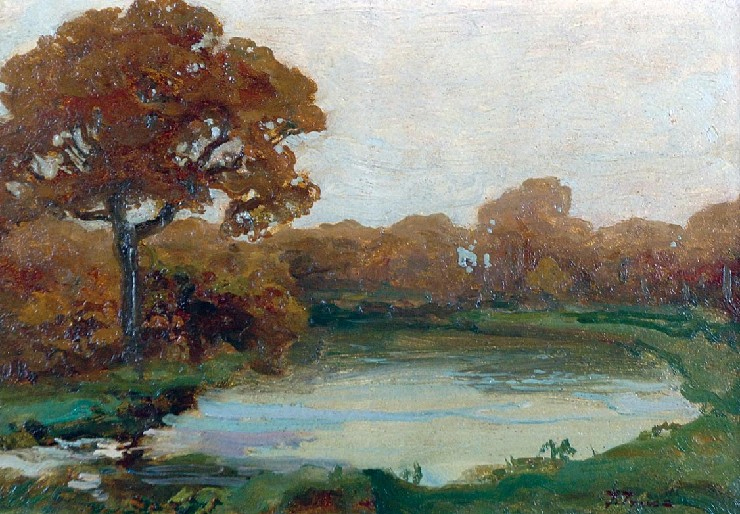
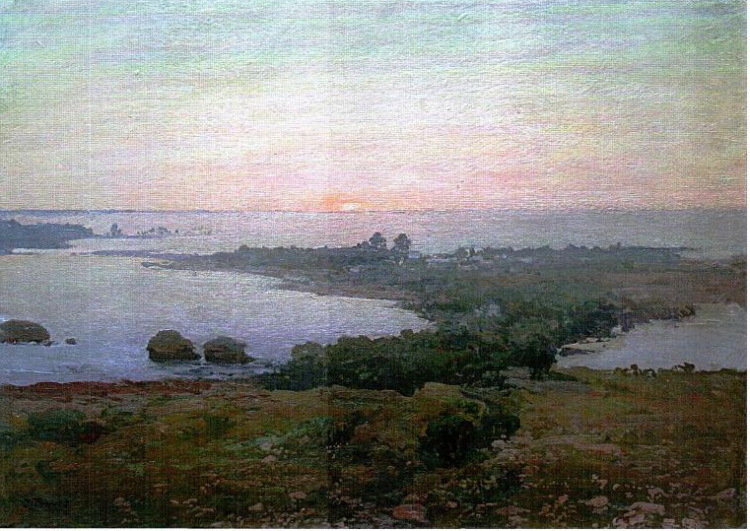
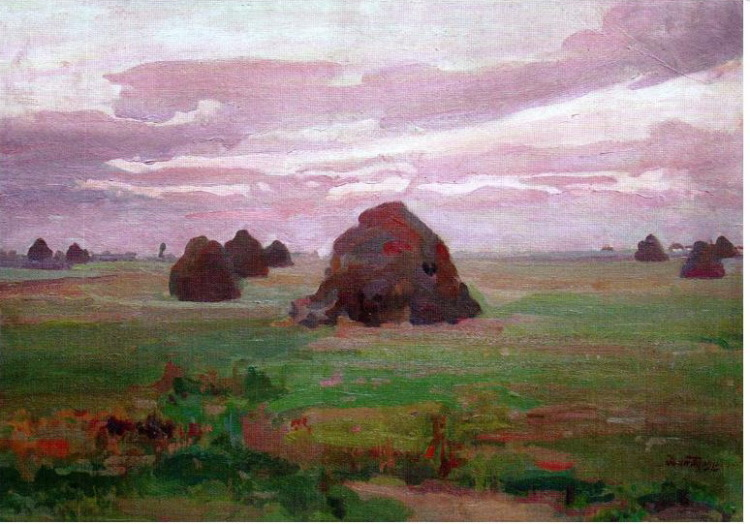
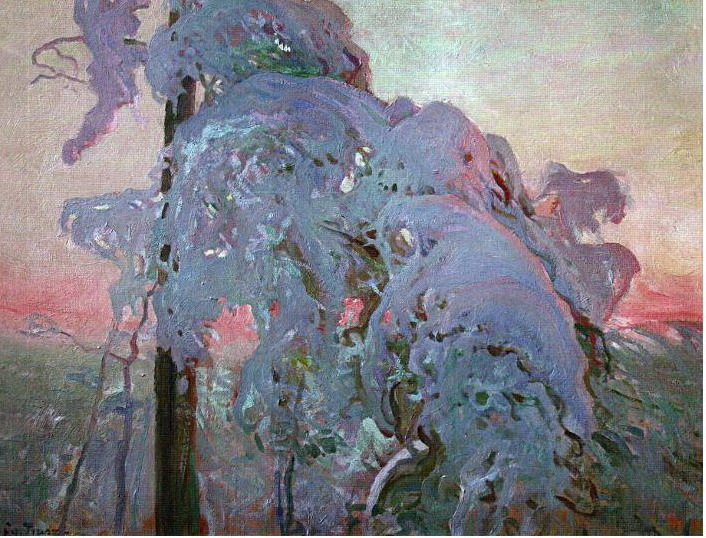
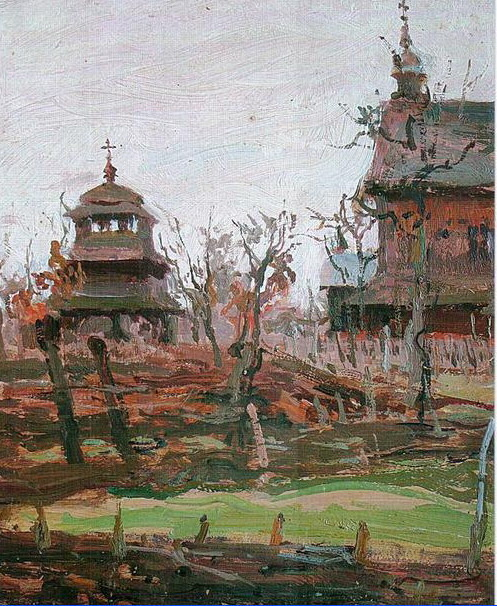
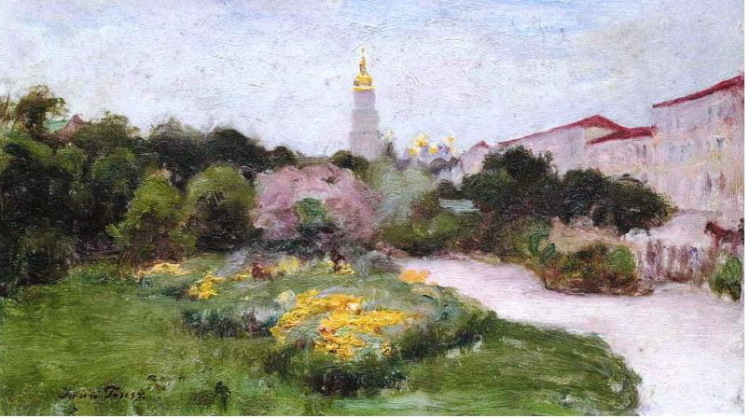
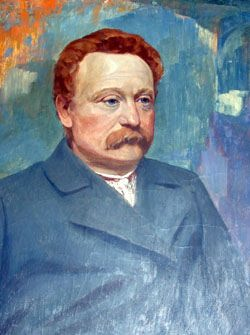